# Tech trance
Genres dérivés
Tech house, hard house, hard trance, Melbourne bounce
La tech trance est un sous-genre musical de l'electronic dance music (EDM) mêlant les genres techno et trance comme son nom l'indique.

## Histoire
La tech trance est fondée entre autres par Oliver Lieb au milieu des années 1990. D'autres fondateurs essentiels du genre tech trance incluent également Humate, Chris Cowie et Marmion. La tech trance évolue vers une nouvelle direction au début des années 2000. En 2006, cette grande variante de trance est reprise par des compositeurs de genres dérivés tels que Tiësto, Marcel Woods et Marco V. Ce nouveau style de musique attire également des artistes du genre trance comme Ferry Corsten et Armin van Buuren, commencent à inclure de la tech trance dans leurs mixes. Dès lors, la tech trance continue à évoluer et progresser en tant que sous-genre de la trance grâce à des nombreux compositeurs qui ne se focalisaient que sur ce style.
La tech trance débute comme un genre underground, mais elle se popularise à la suite de sa nature hard et sa liste grandissante de compositeurs. Depuis le développement de la tech trance, les compositeurs hard house ont modifié leur style et incorporé certains éléments du sous-genre tech trance. Ce style incorpore habituellement l'utilisation de percussions hard house, de samples/notes techno et autres éléments de la trance. Voir certains artistes tels que Vinylgroover, The Red Hed, Anne Savage, Chad Hardcastle, et M Project. 

## Caractéristiques
La tech trance incorpore les éléments habituels de la techno, de par sa nature répétitive et les morceaux ont une mesure en 4/4 et dérivent sur la nature mélodieuse de la trance. Les compositions tech trance oscillent aux alentours de 135-150 BPM, ce qui est significativement plus lent que la hard house ou la hard trance. 
Les éléments qui définissent la tech trance sont particulièrement complexes, un rythme électronique, lourdement quantifié et habituellement conduit par un fort kick, accompagné de clap et de hi-hat distordus et filtrés ; un synthétiseur également distordu avec écho étendu. Bien que les premières variantes de trance utilisaient piano, cordes ou guitare acoustique, la tech trance utilise presque exclusivement un son synthétisé et occasionnellement des sonorités de guitare électriques. Les synthétiseurs sont courts, répétitifs et contiennent quelques changements de note contrairement à la trance, qui elle garde une même note dans ses mélodies. L'un de ses exemples pourrait inclure le titre Deep de Sam Sharp. Les voix sont également assez peu utilisées dans le genre tech trance, avec seulement quelques phrases ou mots.
Dans les années 2010, la tech trance reste un style grandement apprécié. Le retour de la psytrance sur le devant de la scène a donné naissance à un nouveau courant appelé Psy-Techtrance. Cette nouvelle combinaison au rythme soutenu est produite par des artistes comme John Askew, Sean Tyas, Simon Paterson, Sam Jones ou Freedom Fighters.